# 134 (číslo)
Sto třicet čtyři je přirozené číslo. Následuje po číslu sto třicet tři a předchází číslu sto třicet pět. Řadová číslovka je stý třicátý čtvrtý nebo stočtyřiatřicátý. Římskými číslicemi se zapisuje CXXXIV.

## Matematika
Sto třicet čtyři je
- bezčtvercové celé číslo
- deficientní číslo
- nešťastné číslo
- nepříznivé číslo

## Chemie
- 134 je nukleonové číslo čtvrtého nejběžnějšího izotopu xenonu a druhého nejméně běžného izotopu barya.[1]

## Kosmonautika
Mise STS-134 byla posledním letem raketoplánu Endeavour. Mezi hlavní úkoly mise patřilo připojení spektrometru AMS-02 (Alpha Magnetic Spectrometer 2) a venkovní nehermetizované plošiny EXPRESS Logistics Carriers 3 k Mezinárodní vesmírné stanici. Během mise se uskutečnily 4 výstupy do kosmu. Na palubě raketoplánu měl astronaut Andrew Feustel plyšovou postavičku českého Krtečka. Během mise byl na palubu ISS dopraven i americký robot nazvaný Robonaut 2 pro testování ve stavu beztíže.

## Doprava
- Silnice II/134 je česká silnice II. třídy vedoucí na trase Batelov – Panské Dubenky – Jarošov nad Nežárkou[5]

## Roky
- 134
- 134 př. n. l.